# St John's Chapel
St John's Chapel är en by i civil parish Stanhope, i kommunen Durham i grevskapet Durham i England. Byn är belägen 11 km från Stanhope. Orten har 307 invånare (2001).